# Acremonium africanum
Acremonium africanum är en svampart som beskrevs av Dominik & Ihnat. 1975. Acremonium africanum ingår i släktet Acremonium, ordningen köttkärnsvampar, klassen Sordariomycetes, divisionen sporsäcksvampar och riket svampar.   Inga underarter finns listade i Catalogue of Life.